# Federico Valente
Federico Valente (Soletta, 20 luglio 1975) è un allenatore di calcio ed ex calciatore svizzero, tecnico del Lecco.

## Biografia
Valente è nato a Soletta, nell'omonimo cantone della Svizzera di lingua tedesca, da genitori italiani originari della provincia di Cosenza. Possiede anche la cittadinanza italiana. 

## Carriera

### Giocatore
Cresciuto nelle file dell'Utzenstorf, nel Canton Berna, Valente gioca nelle divisioni dilettantistiche elvetiche fino al 1998; da professionista ha militato nel Thun, nell'Aarau, nel Wohlen e nel Grenchen, collezionando qualche presenza in Challenge League (seconda serie) e in Coppa Svizzera.

### Allenatore
Nel 2010-2011 conclude la carriera agonistica facendo l'allenatore-giocatore per il Würenlos.
Nelle due stagioni successive inizia l'esperienza da allenatore "a tempo pieno", guidando formazioni giovanili dello Zugo e del Lucerna. A seguire rimane per quattro anni nelle giovanili dello Zurigo, allenando l'under 16 e svolgendo il ruolo di match analyst per Urs Meier, Massimo Rizzo, Uli Forte e Sami Hyypiä, i quattro tecnici che contestualmente si sono susseguiti sulla panchina della prima squadra. Nel 2018 va in Germania, al Friburgo, dove segue l'U16, l'U17 e poi per due stagioni l'U19.
Nell'estate 2023 si trasferisce in Italia, al Südtirol, in qualità di allenatore della formazione militante nel Campionato Primavera 2. Sotto la sua guida la giovanile altoatesina, da matricola del torneo, si issa dopo 10 giornate al quarto posto. 
Il 4 dicembre 2023 viene chiamato a prendere il posto dell'esonerato Pierpaolo Bisoli nel ruolo di capo allenatore della prima squadra, militante in Serie B, insediandosi per la prima volta sulla panchina di una squadra professionistica. Vince la prima partita il 16 dicembre, battendo il Venezia in trasferta per 2-3. Riesce a condurre la squadra alla salvezza con due giornate d'anticipo sulla fine della stagione regolare terminando il campionato al 12º posto a quattro punti dai play-off e dai play-out.
Il 14 giugno 2024 consegue la licenza UEFA Pro; contestualmente viene riconfermato alla guida della prima squadra del Südtirol, siglando un contratto di un anno con opzione per il secondo. Tuttavia il 4 novembre seguente viene esonerato a fronte dell’altalenante inizio di stagione, con 13 punti ottenuti in 12 partite.
Rescisso il contratto col Südtirol, il 5 febbraio 2025 viene chiamato a sostituire l'esonerato Gennaro Volpe sulla panchina del Lecco che in quel momento si trova al 16º posto nel girone A di Serie C. Sotto la sua guida, i blucelesti riescono a evitare i play-out, terminando la stagione regolare al 13º posto.

## Statistiche

### Statistiche da allenatore
Statistiche aggiornate al 25 aprile 2025.
| Stagione        | Squadra         | Campionato      | Campionato | Campionato | Campionato | Campionato | Coppe nazionali | Coppe nazionali | Coppe nazionali | Coppe nazionali | Coppe nazionali | Coppe continentali | Coppe continentali | Coppe continentali | Coppe continentali | Coppe continentali | Altre coppe | Altre coppe | Altre coppe | Altre coppe | Altre coppe | Totale | Totale | Totale | Totale | % Vittorie | Piazzamento |
| Stagione        | Squadra         | Comp            | G          | V          | N          | P          | Comp            | G               | V               | N               | P               | Comp               | G                  | V                  | N                  | P                  | Comp        | G           | V           | N           | P           | G      | V      | N      | P      | %          | Piazzamento |
| --------------- | --------------- | --------------- | ---------- | ---------- | ---------- | ---------- | --------------- | --------------- | --------------- | --------------- | --------------- | ------------------ | ------------------ | ------------------ | ------------------ | ------------------ | ----------- | ----------- | ----------- | ----------- | ----------- | ------ | ------ | ------ | ------ | ---------- | ----------- |
| dic. 2023-2024  | Südtirol        | B               | 23         | 8          | 6          | 9          | CI              | -               | -               | -               | -               | -                  | -                  | -                  | -                  | -                  | -           | -           | -           | -           | -           | 23     | 8      | 6      | 9      | 34,78      | Sub., 12º   |
| lug.-nov. 2024  | Südtirol        | B               | 12         | 4          | 1          | 7          | CI              | 1               | 0               | 1               | 0               | -                  | -                  | -                  | -                  | -                  | -           | -           | -           | -           | -           | 13     | 4      | 2      | 7      | 30,77      | Eson.       |
| Totale Südtirol | Totale Südtirol | Totale Südtirol | 35         | 12         | 7          | 16         |                 | 1               | 0               | 1               | 0               |                    | -                  | -                  | -                  | -                  |             | -           | -           | -           | -           | 36     | 12     | 8      | 16     | 33,33      |             |
| feb.-giu. 2025  | Lecco           | C               | 13         | 4          | 5          | 4          | CI-C            | -               | -               | -               | -               | -                  | -                  | -                  | -                  | -                  | -           | -           | -           | -           | -           | 13     | 4      | 5      | 4      | 30,77      | Sub., 13º   |
| 2025-2026       | Lecco           | C               | 0          | 0          | 0          | 0          | CI-C            | 1               | 0               | 0               | 1               | -                  | -                  | -                  | -                  | -                  | -           | -           | -           | -           | -           | 1      | 0      | 0      | 1      | &0,00      | in corso    |
| Totale Lecco    | Totale Lecco    | Totale Lecco    | 13         | 4          | 5          | 4          |                 | 1               | 0               | 0               | 1               |                    | -                  | -                  | -                  | -                  |             | -           | -           | -           | -           | 14     | 4      | 5      | 5      | 28,57      |             |
| Totale carriera | Totale carriera | Totale carriera | 48         | 16         | 12         | 20         |                 | 2               | 0               | 1               | 1               |                    | -                  | -                  | -                  | -                  |             | -           | -           | -           | -           | 50     | 16     | 13     | 21     | 32,00      |             |